# Wasserturm Selenogradsk
Der Wasserturm Selenogradsk ist ein fast 40 Meter hoher Wasserturm in Selenogradsk (deutsch Cranz). Er wurde 1905 errichtet. Der Baustil ist historischer Eklektizismus.

## Geschichte

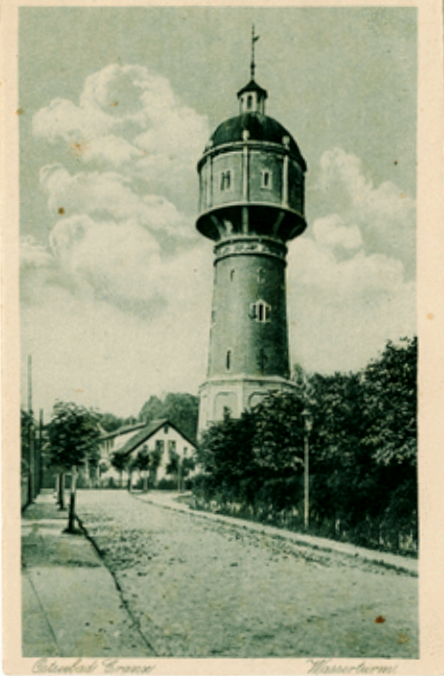
Wasserturm in Cranz, etwa 1930

Fast jeder große Ort hatte um 1900 einen eigenen Wasserturm, der oft eines der höchsten Gebäude war und als Symbol für den Ort diente. So erhielt auch Cranz 1905 einen Wasserturm.
Während der Sowjetzeit wurde versucht, den Turm sowohl als hydraulisches Bauwerk als auch als architektonisches Denkmal wiederherzustellen, nachdem die veralteten Rohre dem Wasserdruck nicht standhielten. Ab dem Jahr 2000 konnte der Wassertank in der Kuppel des Turms nicht mehr verwendet werden. Der Turm stellte wegen seiner Baufälligkeit eine Gefährdung dar. Die ursprüngliche Stuckdekoration des Gebäudes ging in großen Teilen verloren.
Die Renovierung des Turms erfolgte zwischen 2006 und 2012. Alle noch vorhandenen historischen Elemente des Gebäudes wie die Überreste von Stuckdekorationen wurden erhalten. Zudem wurden Sanierungsarbeiten zum Schutz des alten Mauerwerks durchgeführt.
Der Turm steht unter Denkmalschutz.

## Katzenausstellung

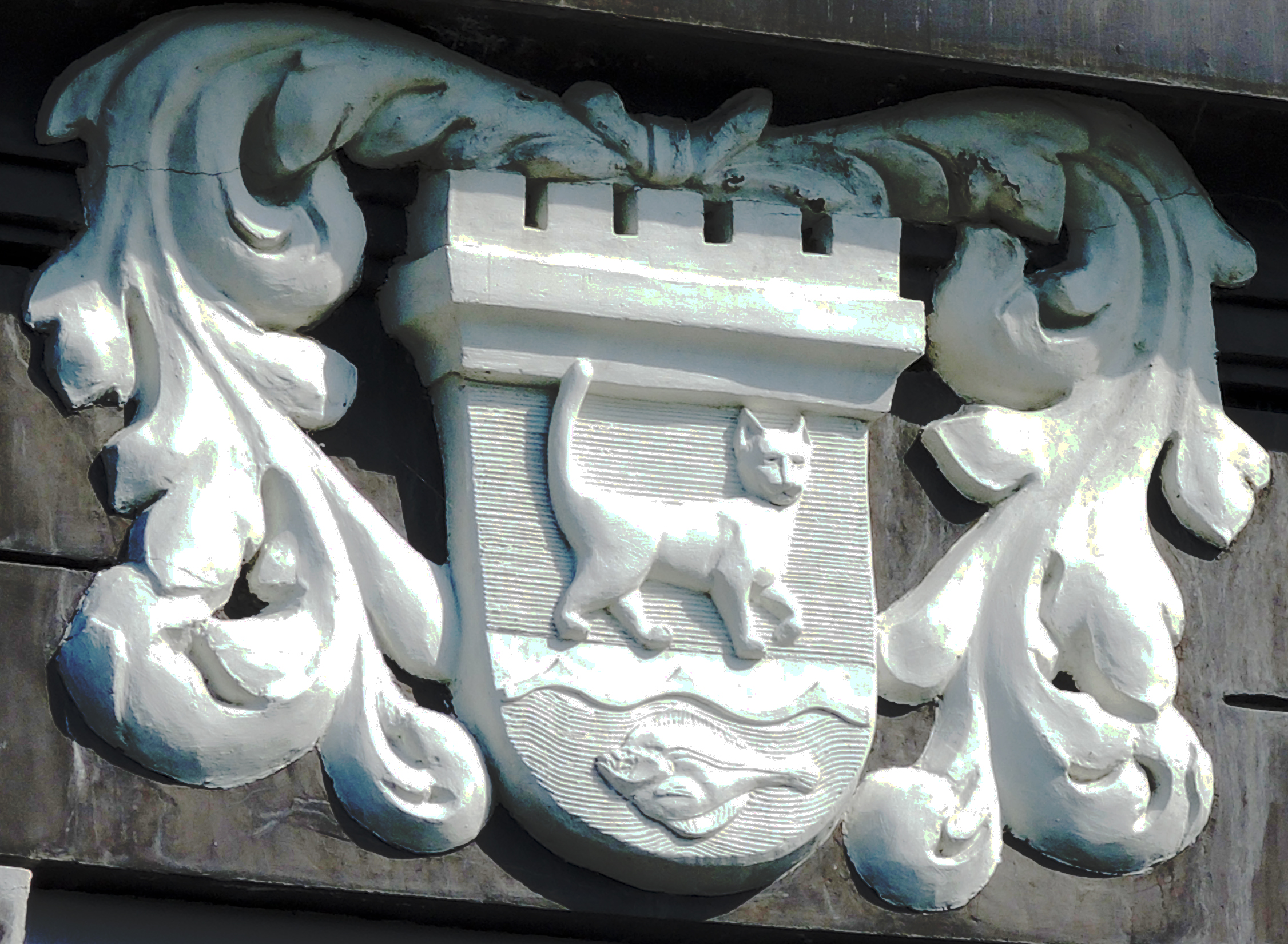
Relief über der Eingangstür

Im September 2012 wurde im Turm eine Dauerausstellung einer privaten Kunstsammlung von Katzen namens Murarium eröffnet. Die Ausstellung enthält mehr als 4500 Gegenstände, Gemälde, Figuren und andere Dinge, die auf der ganzen Welt gesammelt wurden. Darunter sind ägyptische Katzen mit tausendjähriger Geschichte, japanische Katzenmaskottchen, polynesische Holzfiguren und viele Alltagsgegenstände in Form von Katzen.
Die Ausstellung befindet sich auf drei Ebenen im Inneren des Turmes sowie auf den Plattformen der steilen Wendeltreppe und ist in die alten Mauern integriert. In einer Höhe von 24 Metern über dem Boden befindet sich eine kreisförmige Aussichtsplattform mit Blick auf die Stadt und das Meer, zu der neben den Treppen ein Aufzug führt.
Die Kuppel des Turms ist bewohnt. Das Penthouse beherbergt eine zweistöckige Wohnung mit 110 m² mit Zugang zum Balkon der Aussichtsgalerie. Die Fläche der Kuppelverglasung beträgt 30 m², die des Balkons 31 m².